# Impro : Improvisation & Théâtre
 (mai 2017).
Impro : Improvisation & Théâtre est un livre écrit en 1979 par le metteur en scène et improvisateur Keith Johnstone. L'ouvrage est divisé en quatre chapitres : "Status", "Spontanéité", "Compétences Narratives" et "Masques et Transe".